# 1-й отдельный сапёрный батальон
1-й отдельный сапёрный батальон — воинская часть Вооружённых Сил СССР во время Великой Отечественной войны. Во время ВОВ в РККА существовало пять сапёрных частей с идентичным названием и номером.

## 1-й отдельный сапёрный батальон 21-й армии
Переформирован из 1-го отдельного инженерного батальона 11 мая 1942 года.
В составе действующей армии с 11 мая по 24 сентября 1942 года.
Являлся армейским сапёрным батальоном 21-й армии, за время существования повторил её боевой путь.
24 сентября 1942 года переформирован в 324-й отдельный инженерный батальон

## 1-й отдельный сапёрный батальон 40-й армии
Переформирован из 1-го отдельного инженерного батальона 10 мая 1942 года.
В действующей армии с 10 мая по 27 сентября 1942 года.
Являлся армейским сапёрным батальоном 40-й армии, за время существования  повторил её боевой путь.
27 сентября 1942 года переформирован в 315-й отдельный инженерный батальон.

## 1-й отдельный сапёрный батальон 52-й армии
В действующей армии с 25 октября по 31 декабря 1941 года.
Являлся армейским сапёрным батальоном 52-й армии, за время существования повторил её боевой путь.
31 декабря 1941 года переформирован в 770-й отдельный инженерный батальон.

## 1-й отдельный сапёрный батальон 56-й армии
Переименован из отдельного сапёрного батальона без номера 56-й армии 22 февраля 1942 года
В действующей армии с 22 февраля по 13 апреля 1942 года.
Являлся армейским сапёрным батальоном 56-й армии, за время существования повторил её боевой путь.
13 апреля 1942 года переименован в 869-й отдельный сапёрный батальон.

## 1-й отдельный сапёрный батальон 49-й стрелковой дивизии
В действующей армии с 22 июня по 19 сентября 1941 года.
Являлся дивизионным сапёрным батальоном 49-й стрелковой дивизии, за время существования повторил её боевой путь, уничтожен вместе с дивизией на Украине
19 сентября 1941 года официально расформирован.

## Другие инженерно-сапёрные воинские части с тем же номером, включая гвардейские
- 1-й гвардейский отдельный сапёрный батальон 7-й армии
- 1-й гвардейский отдельный сапёрный батальон 10-й гвардейской стрелковой дивизии
- 1-й гвардейский отдельный сапёрный батальон 10-й гвардейской воздушно-десантной дивизии
- 1-й отдельный инженерный батальон 6-й армии
- 1-й отдельный инженерный батальон (1-го формирования) 21-й армии
- 1-й отдельный инженерный батальон (2-го формирования) 21-й армии
- 1-й отдельный инженерный батальон 40-й армии
- 1-й отдельный моторизованный инженерный батальон Закавказского фронта
- 1-й отдельный моторизованный инженерный батальон Юго-Западного фронта
- 1-й отдельный моторизованный инженерный батальон 66-й армии
- 1-й гвардейский отдельный моторизованный инженерный батальон
- 1-й отдельный инженерно-сапёрный батальон
- 1-й отдельный штурмовой инженерно-сапёрный батальон
- 1-й гвардейский отдельный штурмовой инженерно-сапёрный батальон
- 1-й отдельный инженерно-строительный батальон
- 1-й отдельный горный минно-инженерный батальон
- 1-й гвардейский отдельный батальон минёров